# 岡山県総合グラウンド体育館
岡山県総合グラウンド体育館（おかやまけんそうごうグラウンドたいいくかん）は、岡山県岡山市北区いずみ町の岡山県総合グラウンド内にある体育館である。
施設は岡山県が所有し、岡山県総合協力事業団が指定管理者として運営管理を行っている。

## 概要
当体育館は晴れの国おかやま国体の会場及び、老築化した岡山県体育館の代替施設として、テニスコートと交換する形で2005年5月に竣工。愛称は一般公募で選ばれ、岡山県に伝わる童話にちなみ、桃太郎アリーナ(ももたろうアリーナ)となった。メインアリーナとサブアリーナで構成され、メインアリーナは最大11,000人を収容、岡山大学の入学式や卒業式等、各種のイベント会場としても利用される。
重藤組が命名権を取得し、2025年10月1日から2030年9月末までの5年間「シゲトーアリーナ岡山」と呼称される。

## 設備
メインアリーナ
- 2階観客席 ― 約2,500席
- フロアー ― 約3,680m²
- 付属設備 ― 控室、会議室、更衣室、収納舞台、収納式観客席 等
- 照明設備 ― 250Lx - 1,500Lx

サブ アリーナ
- フロアー ― 約738m²
- 付属設備 ― 更衣室 等
- 照明設備 ― 1,200Lx

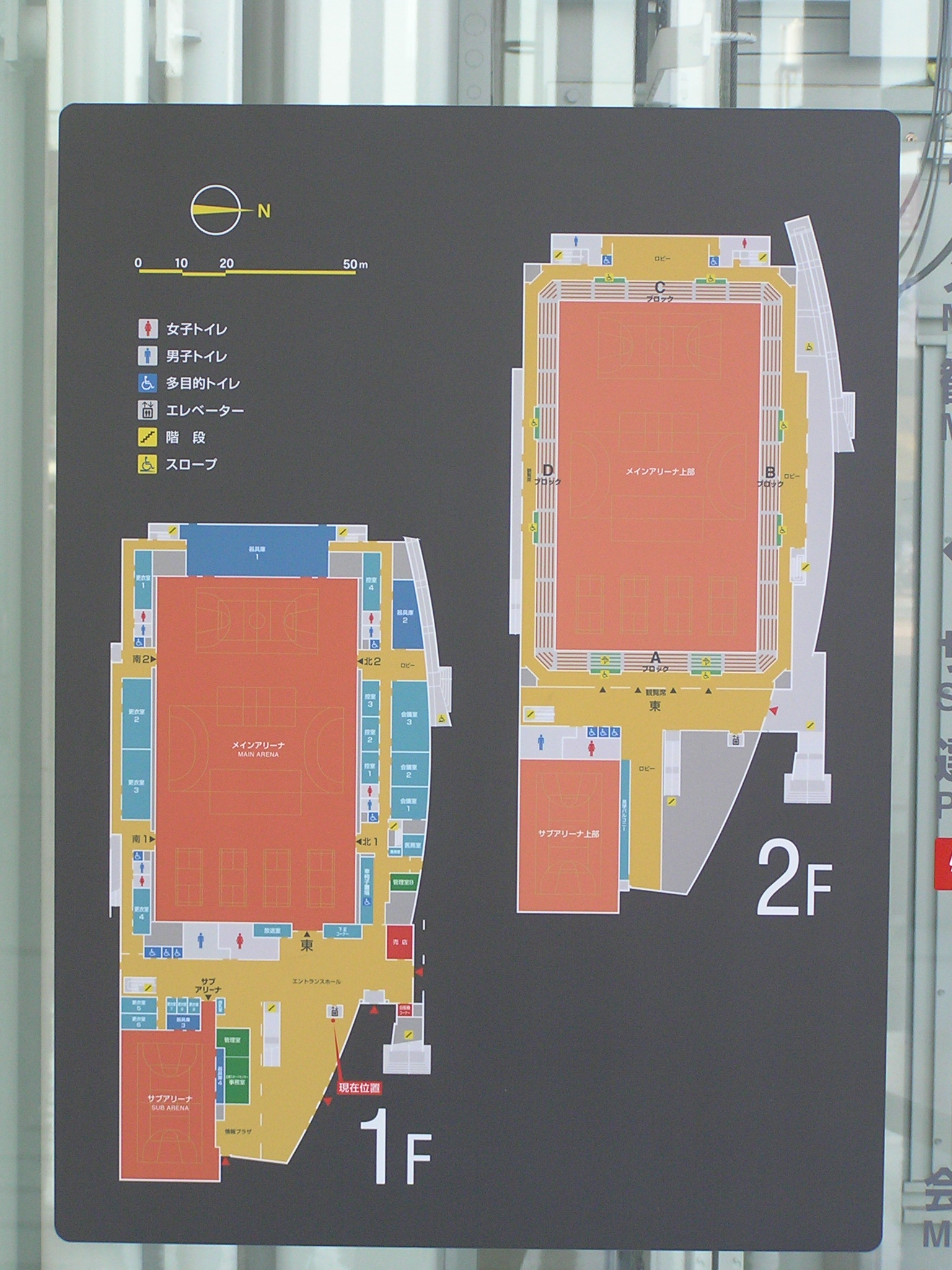
案内図
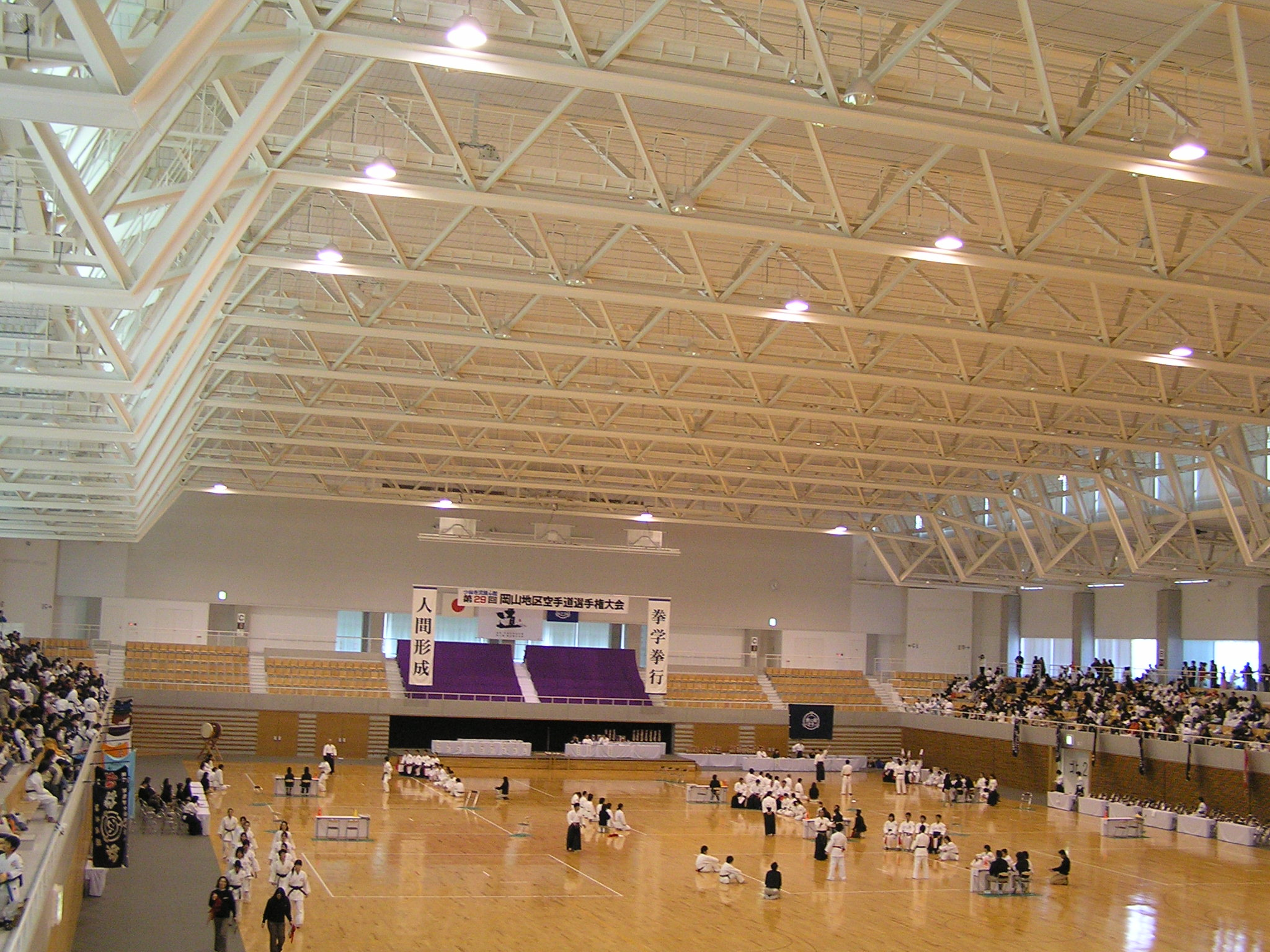
メインアリーナ

## イベント
岡山シーガルズのホームアリーナとして、Vリーグ女子のレギュラーラウンド岡山大会が毎年12月-3月の間に開催される。
- 2011-12：3試合、2012-13：4試合、2013-14：4試合、2014-15：4試合、2015-16：4試合、2016-17：6試合、2017-18：4試合、2018-19：8試合

また、トライフープ岡山のホームアリーナとして、B3リーグの公式戦も開催される。
隔年に開催の将棋日本シリーズJTプロ公式戦中国大会が当地で開催（広島との交互開催）。2023年の第44回には地元出身の菅井竜也が出場

### 過去に行われた主なイベント
- 2005年10月 － 晴れの国おかやま国体の体操競技の会場となる。

バレーボール
- 2006年夏 － 女子バレーボール・ワールドグランプリ2006が開催された。初戦は日本がフルセットの末、試合を制したが残り2試合は敗れた。
- 2007年11月25 - 27日 － 2007年ワールドカップバレーボール第3ラウンド・B会場として使用された。26日、27日にはグラビアアイドル原幹恵が登場。岡山放送の女子アナと共に試合を華やかに盛り上げた。
- 2010年8月13 - 15日 － 女子バレーボール・ワールドグランプリ2010が開催された。日本は3連勝し、予選ラウンド第2週を1位で終えた。
- 2011年11月11 - 13日　－　ワールドカップバレー2011女子大会の第3ラウンド・B会場として使用された。
- 2015年

　5月30 - 31日　－　ワールドリーグが開催された。
　8月30日 - 9月1日　－　女子バレーボール・ワールドカップ（第2ラウンドB会場）
バスケットボール
- 2011年6月30日 - 国際親善試合 バスケットボール男子日本代表 vs S Oliver Baskets Wuerzburg[2]

- 日本プロバスケットボールリーグ高松ファイブアローズホームゲーム
  - 2007年10月12日 － プレシーズンゲーム vsライジング福岡
  - 2008年10月3日 － プレシーズンゲーム vs大阪エヴェッサ
  - 2016年3月19日・20日 - vs金沢武士団

プロレス
- 2013年4月  新日本プロレスが岡山県体育館時代より数年ぶりに、同地にて大会を開催。(オレンジホールでの入客数が、毎回超満員札止めとなっている為の措置とも、今後のビッグマッチ会場候補としての開催ともとれる)
- 2015年9月23日（水・祝）新日本プロレスが、1年ぶりにビッグマッチを開催。（前回は2014年9月に、コンベックス岡山でビッグマッチを開催している）

## 隣接する施設
- 岡山県総合グラウンド陸上競技場
- 岡山県野球場
- 岡山武道館

## 岡山県体育館
当体育館の前身の岡山県体育館は、建築面積は4084平方メートル（65.16×61.8メートル）、フロアは1638.8平方メートル（47.5×34.5メートル）で、2階席には2500人が収容できた。カマボコ型の形状で元々は日本陸軍岡山師団練兵場の飛行機格納庫であったものを流用して築造された。1959年（昭和34年）3月に竣工、1973年（昭和48年）3月に床を、1976年（昭和51年）は屋根を改修し、長年使用されていた。
同総合グラウンド内にある岡山武道館同様、当体育館もプロレス（主に新日本プロレス）などの興行・スポーツイベントに、70年代にはカーペンターズ、クイーン、にベイ・シティ・ローラーズ等の大物外国アーティストのコンサートなどに使用されるなど岡山県を代表するホールとして利用されてきたが、現体育館竣工後、解体撤去された。跡地は、南テニスコートとなっている。

## 所在地・アクセス
〒700-0012
岡山県岡山市北区いずみ町2-1-3
- JR岡山駅
  - 東口バスターミナル7番乗り場から、岡電バス、中鉄バス 「津高台団地・半田山ハイツ」、「国立病院」、「辛香」、「免許センター」行きで、スポーツセンター前下車。
  - 岡山駅西口から 岡電バス 岡山大学・岡山理科大学行きで、スポーツセンター前下車。
- 岡山駅西口から岡山大学方面へ徒歩約15分。